# Gaetano Ragusa
Gaetano Ragusa (San Paolo, 11 maggio 1909 – San Paolo, 25 luglio 1978) è stato un calciatore brasiliano, di ruolo attaccante.

## Caratteristiche tecniche
Giocava nel ruolo di ala destra.